# Lijst van voetbalinterlands Faeröer - Slowakije
Deze lijst van voetbalinterlands is een overzicht van alle officiële voetbalwedstrijden tussen de nationale teams van Faeröer en Slowakije. De landen speelden tot op heden twee keer tegen elkaar. De eerste ontmoeting, een kwalificatiewedstrijd voor het Wereldkampioenschap voetbal 1998, werd gespeeld in Toftir op 31 augustus 1996. Het laatste duel, de returnwedstrijd in dezelfde kwalificatiereeks, vond plaats op 23 oktober 1996 in Bratislava.

## Wedstrijden
| № | Plaats     | Datum            | Competitie           | Wedstrijd           | Uitslag |
| - | ---------- | ---------------- | -------------------- | ------------------- | ------- |
| 1 | Toftir     | 31 augustus 1996 | WK 1998 kwalificatie | Faeröer – Slowakije | 1 – 2   |
| 2 | Bratislava | 23 oktober 1996  | WK 1998 kwalificatie | Slowakije – Faeröer | 3 – 0   |

## Samenvatting
| Competitie      | Totaal gespeeld | Winst Faeröer | Gelijk | Winst Slowakije | Doelsaldo Faeröer – Slowakije |
| --------------- | --------------- | ------------- | ------ | --------------- | ----------------------------- |
| WK-kwalificatie | 2               | 0             | 0      | 2               | 1 − 5                         |
| Totaal          | 2               | 0             | 0      | 2               | 1 − 5                         |

Wedstrijden bepaald door strafschoppen worden, in lijn met de FIFA, als een gelijkspel gerekend.

## Details

### Eerste ontmoeting
| WK 1998 kwalificatie (Toftir, Faeröer, 31 augustus 1996): |       |                                         |
| Faeröer                                                   | 1 – 2 | Slowakije                               |
| Jan Müller 60'                                            | goals | 13' Ľubomír Moravčík 89' Peter Dubovský |

### Tweede ontmoeting
| WK 1998 kwalificatie (Bratislava, Slowakije, 23 oktober 1996): |       |         |
| Slowakije                                                      | 3 – 0 | Faeröer |
| Peter Dubovský 20' Tibor Jančula 44' Július Šimon 57' (pen.)   | goals |         |